# Базаруто (национальный парк)
Национальный парк Базаруто (порт. Parque Nacional do Bazaruto) — охраняемая территория в провинции Иньямбане, Мозамбик. Парк был основан 25 мая 1971 года и находится у побережья районов Виланкулос и Иньяссоро, охватывая обширную площадь океана и шесть островов.

## Расположение
Национальный парк Базаруто был основан в 1971 году и включает шесть островов у побережья Мозамбика между Виланкуло и Инхассоро. Парк был создан для защиты дюгоней и морских черпепах, а также их среды обитания. под охрану также были взяты флора и фауна островов, коралловые рифы и морские птицы. Самый большой остров — Базаруто, другие — Бенгуэрра, Маргаруке, Санта-Каролина, Банке и Панси.

## Экология
Острова расположены в зоне тропического климата. На них обитает несколько эндемических видов моллюсков и ящериц, а также расположены важные места обитания палеарктических перелётных водоплавающих птиц. Большое разнообразие морских животных включает горбатых китов, морских черепах, афалин, марлинов и барракуд. Национальный парк обеспечивает защиту самой большой в западной части Индийского океана и единственной оставшейся жизнеспособной популяции дюгоней. Коралловые рифы очень разнообразны и считаются наименее разрушенными в этой части Индийского океана.

## Население

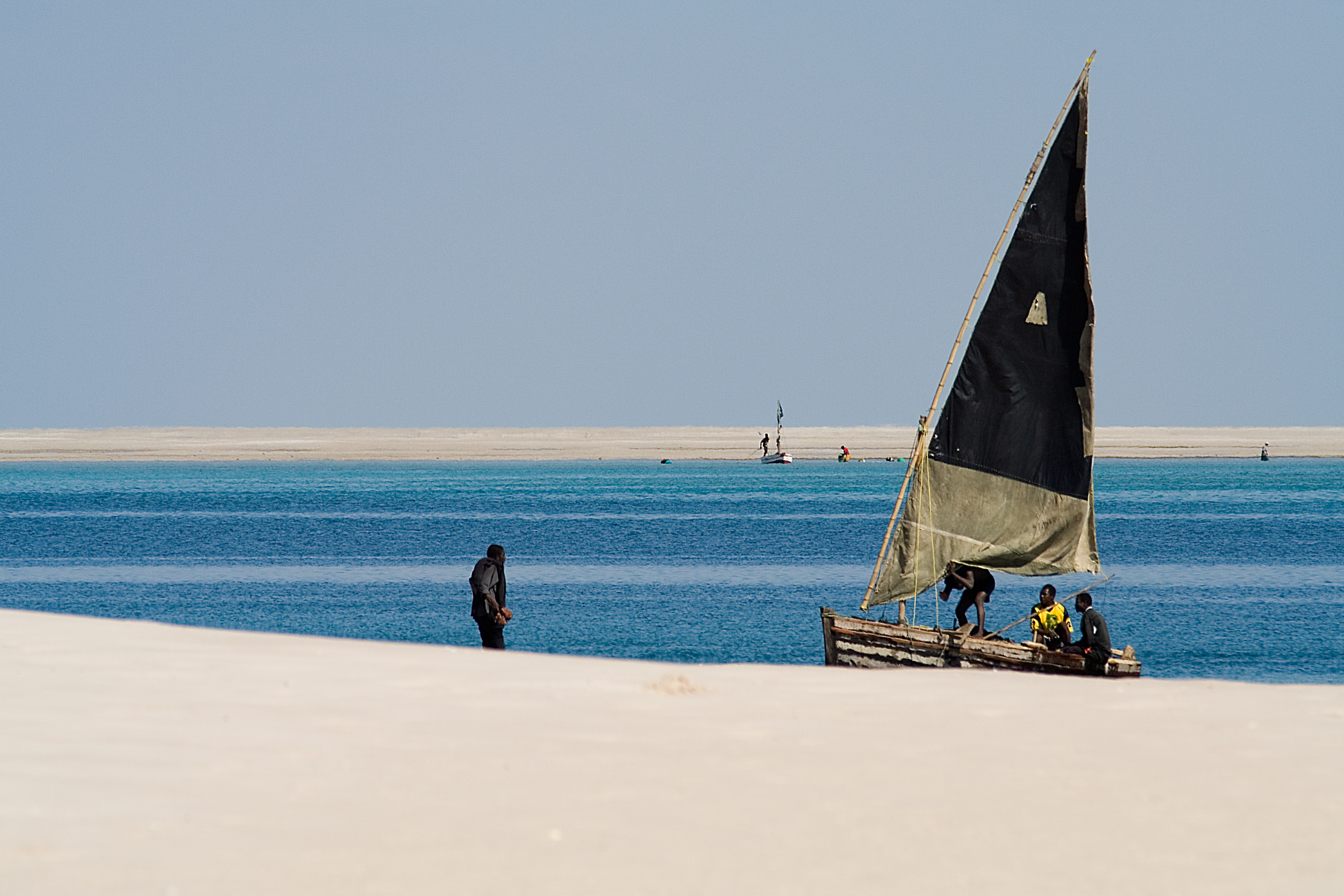
Доу и рыболов на острове Маргаруке, Мозамбик, август 2006 года

На архипелаге в семи поселениях проживает около 3500 жителей. В основном они очень бедны и заняты добычей водных ресурсов. 70 % домохозяйств, чтобы выжить полагаются на мелкое рыболовство, в то время как другие собирают песчаных устриц и другие морские ресурсы, выращивают урожай и разводят скот. Ресурсов может быть недостаточно для поддержания численности населения, что ведёт к сокращению уловов и росту бедности и отсутствия продовольственной безопасности.

## Охрана и туризм
Национальный парк — популярное туристическое направление. Гостиницы вносят важный вклад в местную экономику за счёт занятости и налоговых поступлений. Существует программа Всемирного фонда дикой природы призванная помочь местным сообществам в получении доли доходов в обмен на защиту ценных экологических ресурсов.
В декабре 2017 года управление парком перешло к African Parks.